# کوملیانس
کوملیانس (به ایتالیایی: Comeglians) یک کومونه در ایتالیا است که در استان اودینه واقع شده‌است.

## خصوصیات
کوملیانس ۱۹٫۵ کیلومترمربع مساحت و ۶۱۵ نفر جمعیت دارد.